# Eyetoy

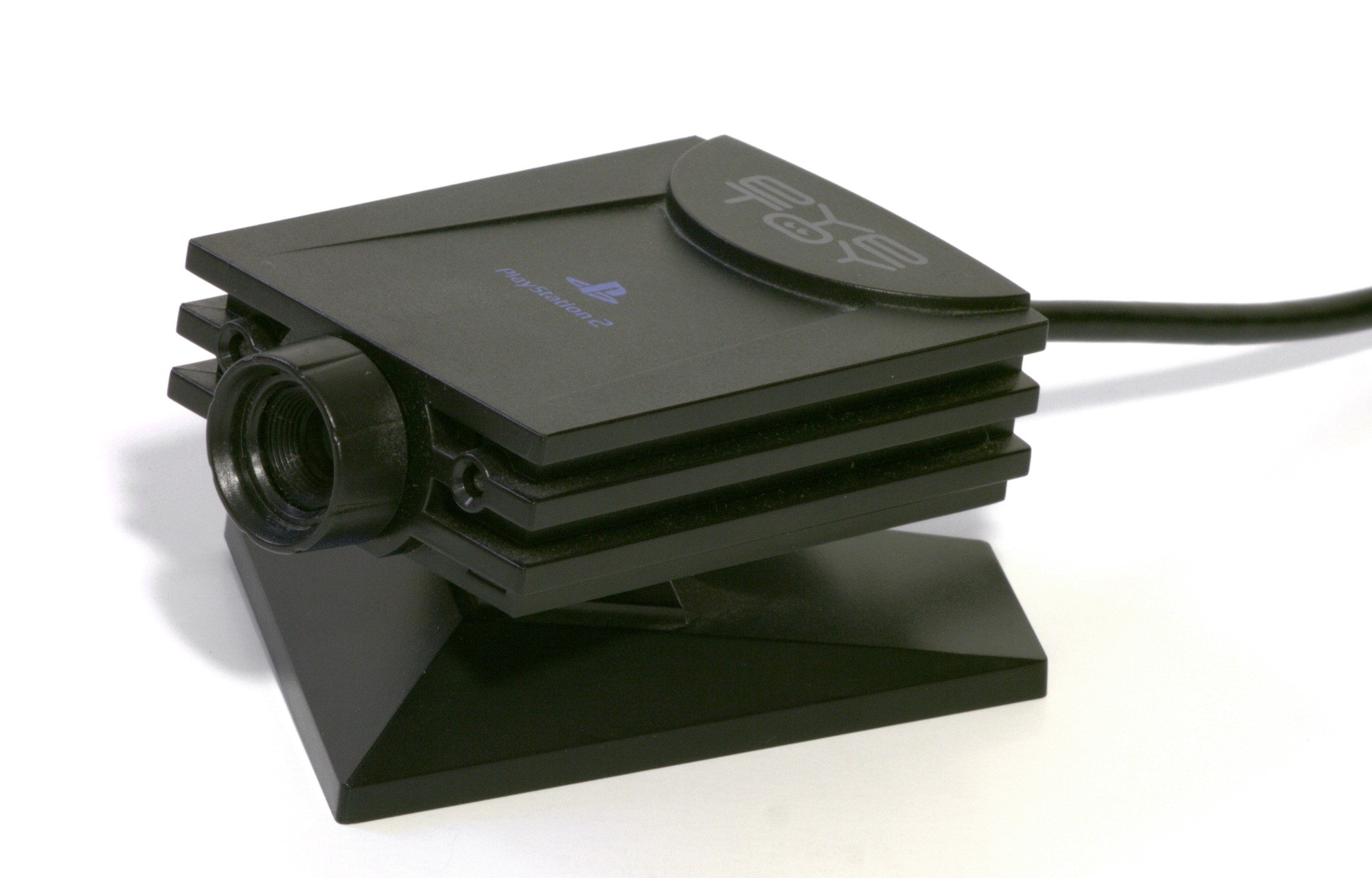
En Eyetoy-kamera

EyeToy är en videokamera, liknande en webbkamera, som passar Playstation 2 och Playstation Portable. EyeToy fungerar som en inmatningsenhet med vars hjälp det går att styra/delta i diverse spelrelaterade aktiviteter.

## Historia
EyeToy är en uppfinning av Dr. Richard Marks, som fick idén om att ansluta en webbkamera till PlayStation 2 och använda denna för att spela spel. Idén om att använda kameror i spel var inte ny eftersom den tidigare var använd i många arkadspel och leksaker såsom Game Boy Camera och digitalkameran Dreameye för Sega Dreamcast. Den senare påverkade utvecklingen av EyeToy; hur som helst, med en upplösning som moderna kameror och processorkraften från PlayStation 2, var nya idéer möjliga, som inte var uppnåeligt på Game Boy. Idén togs upp av SCEE London Studio, som visade ett koncept under 2002 med fyra spel.

## Tekniska begränsningar
På grund av kamerans krav att "se" spelaren måste kameran användas i ett väl ljusbelyst rum. För att hjälpa spelaren att veta om det inte är tillräckligt ljust finns en röd LED-lampa på framsidan av kameran som blinkar vid när det inte finns tillräcklig belysning. 
Som svar på detta har Sony ansökt om patent för en "wand"-kontroll som klarar av att visa olikfärgade LED-lampor för att kommunicera kontrollens position och utföra enkla kommandon med kameran.

## Spel

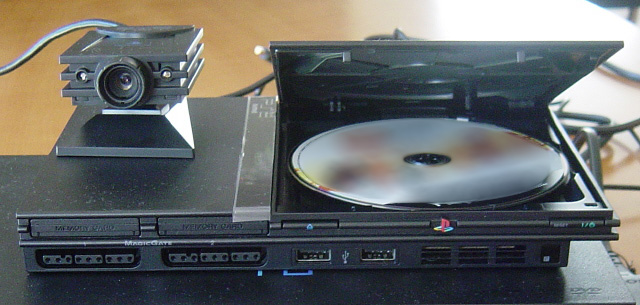
En Eye Toy ovanpå en Playstation 2 Slim

### Designad för EyeToy
Dessa spel kräver att EyeToy används i spelet. Alla producerade av Sony, annars märkta.
- 2003
  - EyeToy: Play
  - EyeToy: Groove
- 2004
  - EyeToy: Antigrav
  - Sega SuperStars (Sega)
  - U Move Super Sports (Konami)
  - EyeToy: Chat - ett videotelefonsystem för användning med nätverksadaptern
  - EyeToy: Play 2
  - Disney Move (Ubisoft)
  - Nicktoons Movin' (THQ)
- 2005
  - EyeToy: Monkey Mania
  - EyeToy: Kinetic
  - EyeToy: EduKids
  - EyeToy: Play 3
  - EyeToy: Operation Spy (känd som SpyToy i Europa)
  - Clumsy Shumsy (Phoenix Games Ltd. [UK/NL])
- 2006
  - Rhythmic Star (Namco)
  - Eyetoy: Play Sports"
  - Eyetoy: Kinetic Combat"
- Ej släppta
  - EyeToy: Fight
  - EyeToy: Tales

### Valfria EyeToy-funktioner
Dessa spel kan användas valfritt med EyeToy. De har en "EyeToy Enhanced"-klisterlapp på förpackningen.
- AFL Premiership 2005 (Sony)
- Buzz! The Music Quiz (Sony, sent 2005)
- Buzz! The Big Quiz (Sony, mars 2006)
- Dance Dance Revolution Extreme (Nordamerika) (Konami, 2004)[a][b]
- DDR Festival Dance Dance Revolution (Konami, 2004)[a][b]
- Dancing Stage Fusion (Konami, 2004)[a][b]
- Dance Dance Revolution Extreme 2 (Konami, 2005)[a][b]
- Dancing Stage Max (Konami, 2005)[a][b]
- Dance Dance Revolution Strike (Konami, 2006)[a][b]
- Dance Dance Revolution SuperNova (Nordamerika) (Konami, 2006)[a][b]
- Dance Dance Revolution SuperNova (Konami, 2007)[a][b]
- Dancing Stage SuperNova (Europe) (Konami, 2007)[a][b]
- Dance Dance Revolution SuperNova 2 (North America) (Konami, 2007)[a][b]
- Dance Dance Revolution SuperNova 2 (Konami, 2008)[a][b]
- Dance Factory[b]
- DT Racer (XS Games, 2005)[c]
- Formula One 05 (Sony, mitten av 2004)
- Flow: Urban Dance Uprising
- Get on Da Mic (Eidos, 2004)[b]
- Harry Potter och fången från Azkaban (EA, 2004)[a]
- Jackie Chan Adventures (Sony, 2004)[a]
- Lemmings (Team 17, 2006)
- LMA Manager 2005 (Codemasters, 2004)[c]
- NBA 07
- Racing Battle: C1 Grand Prix (Genki, 2005) - Används för att fånga texturer och använda dessa som bildekaler i grafikshopen[2]
- SingStar-serien (Sony, 2004-2008)[b]
- The Sims 2
- Stuart Little 3: Big Photo Adventure
- Polarexpressen (THQ, 2004)
- The Sims 2: Djurliv
- The Urbz: Sims in the City (EA, 2004)[c]
- Tony Hawk's Underground (Activision/Neversoft, 2003)[c]
- YetiSports Arctic Adventures (Jowood Entertainment, 2005)[a]
- Who Wants to Be a Millionaire? Party Edition (Eidos, late 2006)[c]